# توماس بارنت (بازیکن فوتبال)
توماس بارنت (انگلیسی: Thomas Barnett؛ زادهٔ 29 December 1876) بازیکن فوتبال است.